# Athemus viator
Athemus viator là một loài bọ cánh cứng trong họ Cantharidae. Loài này được Gorh miêu tả khoa học năm 1889.